# Блейни, Эндрю, 11-й барон Блейни
Эндрю Томас Блейни, 11-й барон Блейни (англ. Andrew Blayney, 11th Baron Blayney; 30 ноября 1770, Каслблейни, Ольстер — 8 апреля 1834, Дублин) — британский военачальник англо-ирландского происхождения, генерал-лейтенант.

## Биография
Как командир 89-го пехотного полка, который называли «Бладхаунды Блейни», он участвовал в Наполеоновских войнах и был взят в плен в битве при Фуэнхироле, когда совершил рейд из Гибралтара в Испанию и осадил крепость, которую оборонял состоявший из поляков французский гарнизон. Несмотря на то, что поляков было почти в десять раз меньше, чем британцев, отряд Блейни был ими разбит, а он сам взят в плен. В настоящее время его сабля выставлена в музее Чарторыйских в Кракове.
Вернувшись на родину из плена спустя четыре года, Блейни в своё оправдание написал двухтомник воспоминаний: «Повествование о принудительном путешествии по Испании и Франции в качестве военнопленного в 1810—1814 годах генерал-майора лорда Блейни» (Лондон, 1814, на русский язык не переводились). В своих мемуарах Блейни уверял, что был взят в плен полковником французской службы ирландцем О’Каллаганом, членом боровшегося за независимость Ирландии Общества объединённых ирландцев. Это не было правдой, так как гарнизон крепости Фуэнхироль состоял из поляков, однако, по мысли автора, должно было вызвать к нему сочувствие в среде британских землевладельцев в Ирландии.
Блейни и сам был крупным землевладельцем. Он владел родовым поместьем Блейни в Каслблейни в графстве Монахан в течение пятидесяти лет с 1784 года вплоть до своей смерти.
Во время пребывания Блейни в плену, его финансовыми, домашними и политическими делами управлял Александр, Дю Пре, 2-й  граф Каледон, а по возвращении на родину Блейни получил место в парламенте от безраздельно контролировавшего графом печально известного гнилого местечка Олд-Сарум (в Уилтшире).
Генерал-лейтенант Блейни умер 8 апреля 1834 года. Его наследником был его сын, 12-й и последний барон Блейни.